# Partido del Trabajo Democrático
El Partido del Trabajo Democrático (PTD) es un partido político marxista-leninista de España fundado en 2013. El PTD está presente en Madrid, Aragón, Asturias y Castilla-La Mancha.
Tiene una fuerte inspiración, tanto en su estética como en su lenguaje, en el Partido del Trabajo de Bélgica (PTB-PVDA).
Según sus propios medios, el PTD es una organización política marxista-leninista fundada en el 2013 por exmilitantes provenientes de diferentes experiencias del movimiento comunista de España. Su órgano de expresión es el periódico En Marcha y tiene presencia en diversos territorios del Estado, destacando la Comunidad de Madrid, Asturias y Castilla-La Mancha.
La organización declara que su objetivo es: "la consecución por medio de la revolución de una sociedad justa, igualitaria y libre de toda forma de explotación u opresión. El contenido de dicha revolución es el establecimiento de un nuevo poder verdaderamente democrático de las y los trabajadores, en sustitución del actual poder de los empresarios y banqueros. Las tareas del nuevo poder giran en torno a la expropiación de las empresas, bancos, negocios y recursos en manos de los explotadores para su puesta en funcionamiento democráticamente por parte de las y los trabajadores con el fin de orientar el trabajo hacia la satisfacción de las necesidades de toda la sociedad y no hacia el lucro de una minoría privilegiada." Remarcando para su consecución de esta labor la importancia de la unidad de los trabajadores tanto de España como del resto del país y de las organizaciones comunistas del Estado.

## Historia

### Fundación
Tras diversos procesos de rupturas y fracasos en la unidad con organizaciones comunistas del Estado, un grupo de militantes decidieron unificarse en un único destacamento que pudiera llegar a servir como un elemento dinamizador para la reconstrucción del Partido Comunista en España. Fundamentado en la tesis leninista que afirma la necesidad para hacer la revolución de un único partido de vanguardia que consiga fusionar el socialismo científico con las masas obreras, plantean una Mesa de Unidad de los Comunistas con diversas organizaciones con el objetivo de intercambiar experiencias y debatir sobre el programa.
De igual manera acuerdan un cambio en la trayectoria de actuación del movimiento comunista en los últimos años fundamentado en la firmeza en la estrategia pero la flexibilidad en la táctica. Es decir el planteamiento de la revolución socialista como objetivo que alcanzar en el momento histórico actual del Estado y el uso de todos los medios que hagan falta en cada contexto particular de cara a llegar a esos objetivos.
Finalmente la conferencia remarca la importancia de la realización de un balance interno de la experiencia acumulada por todos sus miembros para analizarlos y llegar a conclusiones de cómo se debe trabajar de cara a un futuro.
Durante este periodo se designa a David Comas como secretario general, de origen canario y que ha participado también en el activismo por la integración de género.

### Campaña: Construyamos Democracia para la Mayoría 2013
En septiembre de 2013 se hace pública la creación de la organización y unos meses después inician una campaña titulada: Construyamos democracia para la mayoría. Esta campaña de presentación fundamentada en tres ejes: desamparo, explotación y corrupción, consiste en la denuncia de diversas situaciones que se dan en el sistema capitalista, poniendo como única solución la construcción de una democracia para la mayoría frente a una democracia dirigida por banqueros y empresarios.
La campaña plantea diferentes denuncias de varios problemas como: vivienda, consumismo, distribución de la riqueza y en torno a ellos hace esbozos de los cambios que consideran esenciales para crear el sistema que ellos plantean.

### Candidatura en Podemos
El Partido del Trabajo Democrático participó en 2014 en las primarias del movimiento electoral Podemos con el objetivo de aprovechar las garantías democráticas que este debía proporcionar para usarlo de altavoz político de un programa cuyo eje fundamental era una ruptura democrática con la Unión Europea.
Su participación se vio respaldada por la introducción en las listas de su candidata: Virginia Muñoz en el puesto 52. Mientras Mario Murillo, su otro candidato, quedó en el puesto 25 de 150 de las opciones a cabeza de lista. A pesar de las críticas lanzadas al sistema de votación, el propio PTD valoró como positiva su participación en las primarias ya que había supuesto una oportunidad a través de los candidatos de que mucha gente conociera su programa.

### Conferencia de unidad 2014
La Mesa de Unidad trajo consigo un proceso que culminó con una conferencia donde participaron Unión Proletaria y varios militantes manchegos proveniente de los Colectivos de Jóvenes Comunistas. La conferencia tuvo lugar en Madrid y en ella quedaron aprobados un programa mínimo donde recogen las aspiraciones más elevadas de la mayoría movilizada en la actualidad y un programa de máximos para la construcción del socialismo. Ambos programas van enfocados a la denuncia de la imposibilidad de alcanzar el primero dentro del marco del capitalismo y por lo tanto la necesidad del segundo de cara a la construcción de una democracia de los trabajadores.
Además elaboraron una táctica plan fundamentado en la participación activa del destacamento en las luchas políticas y económicas de la mayoría social, trazando alianzas y colaborando con todos aquellos sectores de la sociedad afectados por el sistema pero sin perder, en ningún momento, su independencia política.
Tras culminar la conferencia de unidad, en su resolución final aseguraron que queda mucho camino por recorrer de cara a la construcción del Partido de Vanguardia en el Estado español tendiéndole la mano a otros destacamentos de cara a futuros procesos de unidad en base al debate teórico y a la concordancia práctica.
Finalmente en la conferencia, además de elegir su modo de funcionamiento interno a través de un documento de organización, se decide conservar el nombre de Partido del Trabajo Democrático y Miguel Ángel Villalón es elegido como nuevo secretario general.

### Elecciones municipales de 2015
En las elecciones municipales de 2015, el PTD participó en varias coaliciones, ganando un concejal en Alcorcón dentro de la lista Ganar Alcorcón.